# Telenor Arena
Telenor Arena, również znana pod nazwą Fornebu Arena – stadion piłkarski w Fornebu w Norwegii. Oddany został do użytku w 2009 roku. W latach 2009–2011 swoje spotkania rozgrywali na nim piłkarze klubu Stabæk Fotball. W 2010 roku odbywał się tu 55. konkurs Piosenki Eurowizji, który wygrała Lena, reprezentantka Niemiec.